# Giuseppe Ottaviani
Giuseppe Ottaviani (ur. 12 listopada 1978 w Viterbo) — włoski DJ i producent muzyki trance. Były członek trance'owego duetu NU NRG.

## Życiorys

### Wczesne życie
Giuseppe od najmłodszych lat ukazywał swoje zamiłowanie do muzyki. W wieku 4 lat rozpoczął naukę gry na pianinie, a następnie w wieku 7 lat został zapisany do szkoły muzycznej w swojej rodzinnej miejscowości. Uczył się w niej grać muzykę klasyczną, jednak lekcje teorii bez dostępu do instrumentów nudziły Ottavianiego. Zmienił szkołę na prywatną, w której mógł realizować swoją pasję. Jako nastolatek odkrył muzykę elektroniczną; stał się wielkim entuzjastą wszelakiej technologii, którą między innymi używał do tworzenia własnych utworów. Swoją karierę rozpoczął w 1995 roku, kiedy postanowił zostać DJ-em.

### Kariera

#### NU NRG (2001-2005)
Początkowo grał w lokalnych klubach. W 1999 roku w jednym z klubów poznał DJ-ów – Andrea Ribecę i Giacomo Miccichego. Z Ribecą postanowił założyć projekt NU NRG, w którym po dwóch latach wydali swój pierwszy utwór, Dreamland. Krótko po tym wydarzeniu duet został odkryty przez niemieckiego DJ-a i producenta Paula van Dyka, który zaprosił ich do podpisania umowy z jego labelem – Vandit Records. Utwór został wydany w kompilacji The Politics of Dancing. Kariera włoskiego projektu od tamtego momentu nabrała tempa. Dzięki wsparciu van Dyka, Ribeca i Ottaviani już po roku zaczęli grać w niemieckich klubach. Po pewnym czasie zaczęli organizować cykliczne wydarzenia Love from Above. W 2003 roku Vandit Records wydał minialbum – Space Flow, w którym Ottaviani i Ribeca udowodnili swój talent. W listopadzie duet podbił klubowe parkiety minialbumem Connective. Osiągnął on wielki sukces; podczas promowania nowej płyty inicjatywę wspierali artyści tacy jak Armin van Buuren, Tiësto czy Ferry Corsten.
Rok 2004 okazał się być przełomowym w karierze włoskich DJ-ów. Ich pierwszy album – Freefall zapewnił im międzynarodowy rozgłos oraz uznanie krytyków muzycznych. Płyta wydana w lipcu pozwoliła duetowi zagrać na takich imprezach jak Nature One, International Music Festival w Kanadzie czy Cream na Ibizie. Od tej pory zaczęli występować w formie live-act, co było spowodowane zamiłowaniem Ottavianiego do gry na keyboardzie. Dzięki doświadczeniu zdobywanego przy graniu u boku znanych DJ-ów na najlepszych imprezach Ottaviani nauczył się jak czytać reakcję tłumu czy inspirować go. Zastosowana wiedza przyczyniła się do tego, że duet został nagrodzony na gali Trance Awards za najlepszy live-act.
W 2005 roku odszedł z projektu. Postanowił rozpocząć karierę pod własnym imieniem i nazwiskiem. Wiele utworów, które zostały zaprezentowane podczas występu przed publicznością pod szyldem NU NRG do dziś nie zostały wydane.

#### Giuseppe Ottaviani i PureNRG

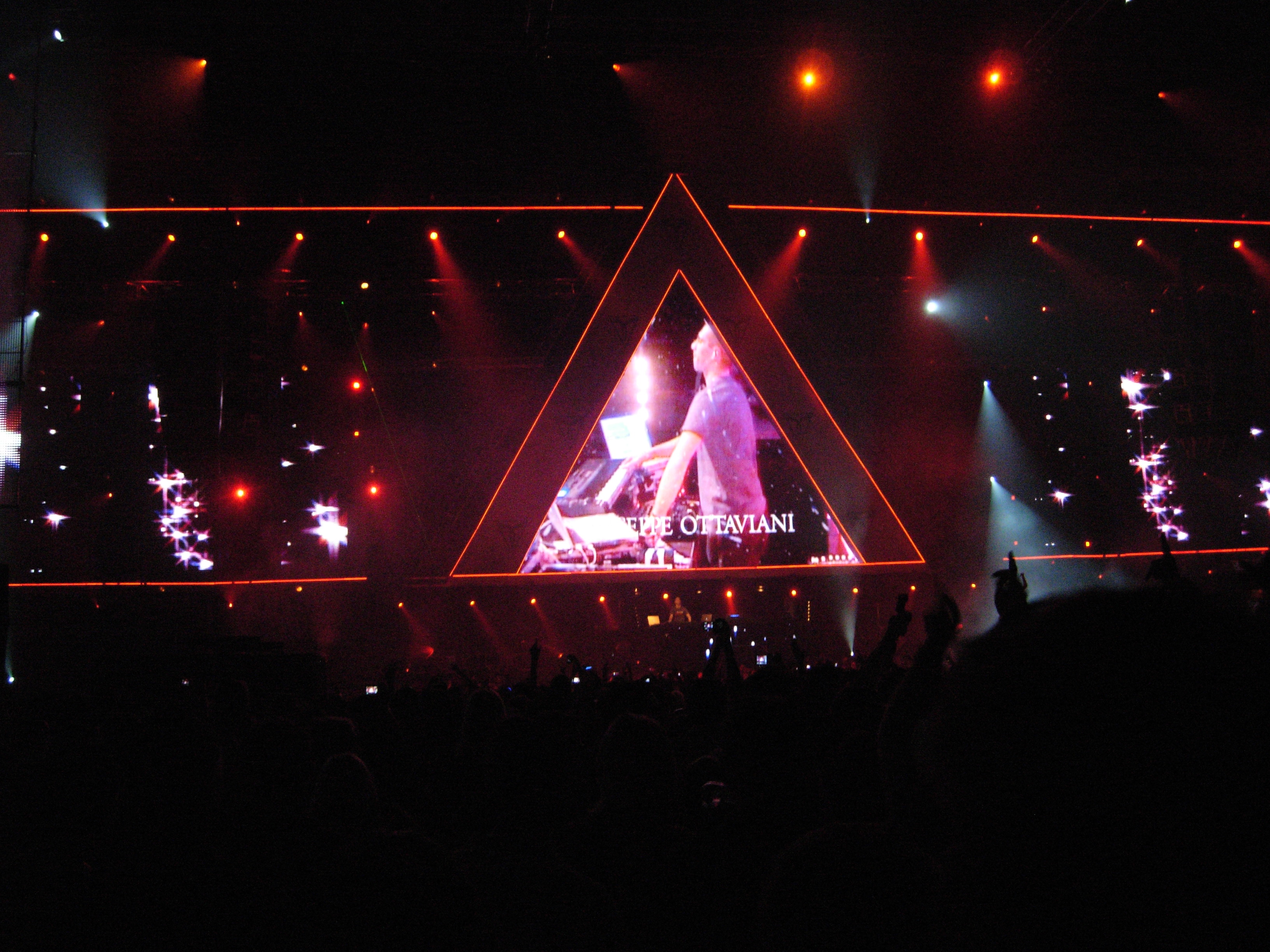
Giuseppe Ottaviani (2009)

Po odejściu z projektu związał się z wydawnictwem Vandit. „Zadebiutował” w 2005 roku wydając singla Linking People. W głównej mierze zajął się remiksowaniem utworów znanych DJ-ów czy producentów takich jak Paul van Dyk, John O’Callaghan czy Talla 2XLC. W 2009 roku ukazuje się jego pierwszy solowy album – GO!, który został ciepło przyjęty przez krytyków. Od 2012 roku prowadzi cotygodniową audycję Go On Air, który był nadawany cyfrowo do 2018 roku (od tego czasu zmieniona została formuła audycji, która przedstawia kompozycję z występów na żywo).
W 2013 wydawnictwo Black Hole wydaje drugi album – Magenta, który w następnym roku zostaje ukazany w wersji live-act. W tym samym roku postanawia założyć wytwórnię GO On Air Recordings (którego nazwa jest nawiązaniem do audycji radiowej) wspieraną przez Black Hole Recordings. Od 2014 roku występuje w duecie z brytyjskim DJ-em i producentem Solarstonem w projekcie PureNRG. W 2016 roku holenderska wytwórnia ukazuje jego trzeci album – Alma. Nazwa albumu nawiązuje do synów Giuseppe – Alessandra i Matteo (AL+MA) i hiszpańskiego słowa oznaczającego dusza. Płytę promują single Brightheart i On the Way You Go. W 2019 roku wychodzi album Evolver. Podczas jego produkcji włoski producent dyskutował o zmianach ze swoimi fanami poprzez transmisje odbywające się w czasie rzeczywistym.
Jest autorem hymnu europejskiej edycji Dreamstate odbywającej się corocznie w Gliwicach. Od 2019 roku jest rezydentem tego wydarzenia.

## Życie prywatne
Jest żonaty z Eleną, z którą wychowuje dwóch synów – Alessandro i Matteo.

## Dyskografia

### Albumy studyjne
| Rok wydania | Tytuł    | Wydawnictwo           |
| ----------- | -------- | --------------------- |
| 2019        | Evolver  | Black Hole Recordings |
| 2016        | Alma     | Black Hole Recordings |
| 2013        | Magenta  | Black Hole Recordings |
| 2009        | GO!      | Vandit Records        |
| 2004        | Freefall | Vandit Records        |

### Single[6]

#### Solo
| Rok wydania | Tytuł                                                         | Wydawnictwo                       |
| ----------- | ------------------------------------------------------------- | --------------------------------- |
| 2019        | Another Dimension (Transmission Anthem 2019) (with Driftmoon) | Black Hole Recordings             |
| 2019        | Time Shift                                                    | Black Hole Recordings             |
| 2019        | Empty World                                                   | Black Hole Recordings             |
| 2019        | Colours                                                       | Black Hole Recordings             |
| 2019        | 8K                                                            | Black Hole Recordings             |
| 2019        | Tranceland                                                    | Black Hole Recordings             |
| 2019        | Panama                                                        | Black Hole Recordings             |
| 2019        | Keep Your Dreams Alive (A Dreamstate Anthem)                  | Dreamstate Records                |
| 2018        | Why (ft. Clara Yates)                                         | Black Hole Recordings             |
| 2018        | Space Unicorns (with Hypaton)                                 | Black Hole Recordings             |
| 2018        | Jakarta                                                       | GO Music                          |
| 2018        | Till The Sunrise                                              | Future Sound Of Egypt             |
| 2017        | Legacy                                                        | Subculture                        |
| 2017        | Lumina                                                        | GO Music                          |
| 2017        | Home (ft. Jennifer Rene)                                      | Black Hole Recordings             |
| 2016        | Countdown                                                     | Black Hole Recordings             |
| 2016        | Loneliest Night (ft. Tricia McTeague)                         | Black Hole Recordings             |
| 2016        | Aurora                                                        | Black Hole Recordings             |
| 2016        | Brightheart (ft. Christian Burns)                             | Black Hole Recordings             |
| 2016        | Doctor Who                                                    | Black Hole Recordings             |
| 2016        | Musica                                                        | Black Hole Recordings             |
| 2015        | Nero (with Sneijder)                                          | GO On Air Rec.                    |
| 2015        | Crossing Lights                                               | Subculture                        |
| 2015        | Fifteen Years of Goodgreef                                    | Black Hole Recordings             |
| 2015        | Encore (The Anthem)                                           | GO On Air Recordings              |
| 2015        | No One Like You                                               | Black Hole Recordings             |
| 2015        | Lean On Me (ft. Jennifer Rene)                                | Black Hole Recordings             |
| 2015        | Pump Up The NRG                                               | Magik Muzik                       |
| 2015        | The Silence Of Time (with Andrea Mazza)                       | GO On Air Recordings              |
| 2014        | Liverpool                                                     | Black Hole Recordings             |
| 2014        | Plan B (with Sean Tyas)                                       | GO On Air Recordings              |
| 2014        | In This Together (ft. Alana Aldea)                            | Black Hole Recordings             |
| 2014        | Passion                                                       | Black Hole Recordings             |
| 2014        | Waiting On Someday (ft. Vitamin B)                            | Black Hole Recordings             |
| 2014        | Heal This Empty Heart (ft. Alana Aldea)                       | Black Hole Recordings             |
| 2013        | Stars (ft. Linnea Schossow)                                   | Black Hole Recordings             |
| 2013        | Illusion (ft. Stephen Pick)                                   | Black Hole Recordings             |
| 2013        | Walk This World With Me (ft. Audrey Gallagher)                | Black Hole Recordings             |
| 2013        | Nothing Wrong (ft. Faith)                                     | Black Hole Recordings             |
| 2013        | Brilliant People (with Aly & Fila)                            | Black Hole Recordings             |
| 2013        | Gave Me (ft. SERi)                                            | Black Hole Recordings             |
| 2013        | Cold Flame                                                    | Black Hole Recordings             |
| 2013        | Waterpark                                                     | Black Hole Recordings             |
| 2013        | Feel The Music                                                | Black Hole Recordings             |
| 2013        | Magenta (with Ferry Corsten)                                  | Black Hole Recordings             |
| 2013        | Love Will Bring It All Around (ft. Eric Lumiere)              | Black Hole Recordings             |
| 2013        | Earthbeat                                                     | Vandit Records                    |
| 2012        | Lost For Words (ft. Amba Shepherd)                            | Vandit Records                    |
| 2012        | Falcons (with Solarstone)                                     | Black Hole Recordings             |
| 2012        | Arcobaleno (with Sean Tyas)                                   | Vandit Records                    |
| 2012        | A Wonderful Day (with Paul van Dyk)                           | Vandit Records                    |
| 2012        | Toys (ft. Betsie Larkin)                                      | Vandit Records                    |
| 2011        | Just for You (ft. Linnea Schossow)                            | Vandit Records                    |
| 2011        | GO On Air                                                     | Vandit Records                    |
| 2011        | Ride The Wave (with John O'Callaghan)                         | Vandit Records                    |
| 2010        | Ready (with Walsh & McAuley, ft. Emma Lock)                   | Vandit Records                    |
| 2010        | Light Waves                                                   | Vandit Records                    |
| 2010        | Danceology                                                    | Vandit Records                    |
| 2009        | Angel (ft. Faith)                                             | Vandit Records                    |
| 2009        | Love Mission (with Tom Colontonio)                            | Vandit Records                    |
| rds         | Changing Ways (ft. Francesco M.)                              | Vandit Records                    |
| 2009        | Silver Sand                                                   | Vandit Records                    |
| 2009        | Unplugged                                                     | Vandit Records                    |
| 2009        | Thermopile                                                    | Vandit Records                    |
| 2009        | White Empire                                                  | Vandit Records                    |
| 2009        | Third Dome                                                    | Vandit Records                    |
| 2009        | Sunward (with Gate4)                                          | Vandit Records                    |
| 2009        | Fallen (ft. Faith)                                            | Vandit Records                    |
| 2009        | Where I Want To Go                                            | Vandit Records                    |
| 2009        | One Day                                                       | Vandit Records                    |
| 2009        | Reload                                                        | Technoclub29/Klubbstyle           |
| 2009        | Long Way Back (with Activa)                                   | Discover Records                  |
| 2009        | Our Dimension (with John O'Callaghan)                         | Vandit Records                    |
| 2009        | Liquid Fire (with John O'Callaghan)                           | Vandit Records                    |
| 2009        | Life Gate – for Dance4Life                                    | Sights & Sounds / Universal Music |
| 2008        | No More Alone (ft. Stephen Pickup)                            | Vandit Records                    |
| 2007        | La Dolce Vita (with Paul van Dyk)                             | Vandit Records                    |
| 2007        | Far Away (with Paul van Dyk)                                  | Vandit Records                    |
| 2007        | Beyond Your Thoughts (with Santiago Nino)                     | Dub Tech Recordings               |
| 2006        | Clambake                                                      | Vandit Records                    |
| 2006        | Through Your Eyes                                             | Vandit Records                    |
| 2006        | Until Monday (with Marc van Linden)                           | Vandit Records                    |
| 2005        | White Lady                                                    | Vandit Records                    |
| 2005        | Linking People                                                | Vandit Records                    |

#### Jako NU NRG
| Rok wydania | Tytuł                                                  | Wydawnictwo           |
| ----------- | ------------------------------------------------------ | --------------------- |
| 2007        | Natural Think                                          | Monstertunes          |
| 2007        | Be Right Back                                          | Monstertunes          |
| 2007        | Last Experience'01                                     | Monstertunes          |
| 2007        | D-31                                                   | Monstertunes          |
| 2007        | Opportunity                                            | Monstertunes          |
| 2007        | Kosmosy                                                | Monstertunes          |
| 2006        | Casino                                                 | Vandit / Monstertunes |
| 2005        | End Kis                                                | Live & Briadcasting   |
| 2005        | Light Future                                           | Live & Briadcasting   |
| 2005        | Dreamland'05                                           | Monstertunes          |
| 2005        | Atomo                                                  | Monstertunes          |
| 2004        | Shadow                                                 | Vandit Records        |
| 2004        | Tommotor                                               | Vandit Records        |
| 2004        | Astralis                                               | Vandit Records        |
| 2004        | Bonsai                                                 | Vandit Records        |
| 2004        | Visual Sonar                                           | Vandit Records        |
| 2004        | Free Fall                                              | Vandit Records        |
| 2003        | The Mind                                               | Vandit Records        |
| 2003        | Le Mirage                                              | Vandit Records        |
| 2003        | Connective                                             | Vandit Records        |
| 2003        | Universe                                               | Vandit Records        |
| 2003        | Supersonic Way                                         | Vandit Records        |
| 2003        | Butterfly                                              | Vandit Records        |
| 2002        | Dreamland Re-Edit                                      | Vandit Records        |
| 2002        | The Moon ft. NU NRG                                    | Extrawild             |
| 2001        | New Energy – One Turn                                  | Stick Trance          |
| 2001        | New Energy – Illusion                                  | Stick Trance          |
| 2001        | Dreamland                                              | Vandit Records        |
| 2001        | New Energy – Apple Juice                               | Stick Trance          |
| 2001        | New Energy – Energetic Wave                            | Stick Trance          |
| 2001        | New Energy – Take your Air                             | Stick Trance          |
| 2001        | Murphy Brown und NU NRG – Progressive Tanzproductionen | Zeitsprung            |
| 2001        | Aloa-P                                                 | Synthetic             |
| 2001        | Spike                                                  | Synthetic             |
| 2001        | Energizer                                              | Synthetic             |

#### Jako PureNRG
| Rok wydania | Tytuł                     | Wydawnictwo           |
| ----------- | ------------------------- | --------------------- |
| 2017        | Every Other Way (ft. JES) | Black Hole Recordings |
| 2017        | Midnight Blue             | Black Hole Recordings |
| 2017        | Cala Blance               | Black Hole Recordings |
| 2017        | Istoria                   | Black Hole Recordings |
| 2016        | Scarlett                  | Black Hole Recordings |
| 2016        | Desert of the Saraha      | Black Hole Recordings |
| 2015        | Era                       | Black Hole Recordings |
| 2015        | Pump Up The NRG           | Black Hole Recordings |

### Remiksy[6]

#### Solo
| Rok wydania | Tytuł                                                                    | Wydawnictwo                   |
| ----------- | ------------------------------------------------------------------------ | ----------------------------- |
| 2019        | Armin van Buuren – Something Real                                        | Armada Music                  |
| 2019        | Joel Hirsch – Run To You (ft. HALIENE)                                   | Armada Music                  |
| 2018        | John O'Callaghan – Out of Nowhere (ft. Josie)                            | Subculture                    |
| 2018        | Aly & Fila – Surrender (ft. Sue McLaren)                                 | Future Sound of Egypt         |
| 2017        | Solarstone & Indecent Noise – Querencia                                  | GO Music                      |
| 2017        | First State – Reverie (ft. Sarah Howells)                                | GO Music                      |
| 2017        | Solarstone – I Found You (ft. Meredith Call)                             | Magik Music                   |
| 2017        | Rafael Osmo – Renaissance                                                | GO Music                      |
| 2016        | APD – Inscribe                                                           | GO Music                      |
| 2016        | Sean Tyas – Reach Out                                                    | Armada Music                  |
| 2015        | Sean Mathews – Paradise                                                  | Future Sound of Egypt         |
| 2015        | Paul van Dyk – In Your Arms (ft.Tricia McTeague)                         | Ultra Music                   |
| 2015        | Paul van Dyk – Lights (ft. Sue McLaren)                                  | Ultra Music                   |
| 2015        | Digital Dreamerz – Perception                                            | GO On Air                     |
| 2014        | Winkee – Awakening                                                       | Pure Trance Recordings        |
| 2013        | Solarstone – Lovers (ft. LemON)                                          | Black Hole Recordings         |
| 2013        | John O’Callaghan – I Believe (ft. Erica Curran)                          | Subculture                    |
| 2013        | Dash Berlin & Alexander Popov – Steal You Away (ft. Jonathan Mendelsohn) | Armind                        |
| 2013        | Bobina – For Who I Am (ft. Ana Criado)                                   | Magik Muzik                   |
| 2013        | Armin van Buuren – This Is What It Feels Like (ft. Trevor Guthrie)       | Armada Music                  |
| 2012        | Paul van Dyk – I Don’t Deserve You (ft. Plumb)                           | Vandit Records                |
| 2012        | Paul van Dyk – Eternity (ft. Adam Young)                                 | Vandit Records                |
| 2011        | Italian Mafia – Dream                                                    |                               |
| 2011        | Chris Schweizer – 343                                                    | Istmo                         |
| 2011        | Greame Pollock – Omni                                                    | Fraction                      |
| 2011        | Andrea Mazza & Max Denoise – State of Soul                               | Vandit Records                |
| 2011        | Eddie Bitar – Beirut                                                     | Vandit Records                |
| 2011        | Giuseppe Ottaviani – Butterfly’11                                        | Vandit Records                |
| 2011        | Giuseppe Ottaviani – Linking People’11                                   | Vandit Records                |
| 2011        | Castaneda – Floor Control                                                | Vandit Records                |
| 2011        | Marcos – Cosmic Strings                                                  | Vandit Records                |
| 2011        | Aly & Fila – Rosaires                                                    | Future Sound Of Egypt         |
| 2011        | Paul Webster – Circus                                                    | Fraction Records              |
| 2011        | Hannah & Miami Calling – Taking Over Now                                 | Snowdog Records               |
| 2011        | Solid Globe – Nortvan Buuren – Take Me Where I Wanna Go                  | Armada Music                  |
| 2010        | Orla Feeney – Lesson Learned                                             | Vandit Records                |
| 2010        | Francis Davilla – Let’s Go Out                                           | Istmo                         |
| 2010        | Sly One vs Jurrance – Everything To Me                                   | Discover                      |
| 2010        | Chris Metcalfe – Outback                                                 | Subculture                    |
| 2010        | Mark Eteson & Ben Nicky – On Altitude                                    | Vandit Records                |
| 2009        | Paul van Dyk – We Are One                                                | Vandit Records                |
| 2009        | Andrea Mazza & Gabriel Cage – Das Boot                                   | Technoclub29/Klubbstyle       |
| 2009        | Dave 202 – Pictures In My Mind                                           | Technoclub29/Klubbstyle       |
| 2009        | Stoneface & Terminal – Blue Print                                        | Technoclub29/Klubbstyle       |
| 2009        | Paul van Dyk – Detournement                                              | Technoclub29/Klubbstyle       |
| 2009        | Tom Colontonio – The Sum Of Zero                                         | Technoclub29/Klubbstyle       |
| 2009        | 2Culture In A Room – Android                                             | Technoclub29/Klubbstyle       |
| 2009        | System F – Out Of The Blue 2010                                          | Premier                       |
| 2009        | Talla 2XLC – Deja Vu                                                     | Addicted to Trance Recordings |
| 2009        | John O´Callaghan – Never Fade Away                                       | Armada Music                  |
| 2009        | Paul van Dyk – Forbidden Fruit                                           | Vandit Records                |
| 2009        | Markus Schulz – The New World                                            | Armada Music                  |
| 2009        | Activa – Rise Above                                                      | Vandit Records                |
| 2008        | Alex Bartlett & Andrea Mazza – Light to Lies                             |                               |
| 2008        | Tom Colontonio – Mercury Retrograde                                      | Vandit Records                |
| 2008        | Paul van Dyk – Get Back                                                  | Vandit Records / Mute         |
| 2008        | Marc Marberg with Kyau & Albert – Neo Love                               | Euphonic                      |
| 2008        | Josè Amnesia – Follow Me                                                 | Amnesia Sound                 |
| 2008        | Andy Hunter – Stars                                                      | Nettwerk                      |
| 2007        | Shadowrider – Blue Horizon                                               | Red Force                     |
| 2007        | Andre Visor & Kay Stone – SFYM                                           | Breeze                        |
| 2007        | Yoav – Beautiful Lie                                                     | Universal/Island              |
| 2007        | Stoneface and Terminal – Super Nature                                    | Euphonic                      |
| 2007        | Thomas Bronzwaer – Close Horizon                                         | Vandit Records                |
| 2006        | Greg Downey – Vivid Intent                                               | Discover                      |
| 2006        | Lawrence Palmer – Streamline                                             | Sirup                         |
| 2006        | John O’Callaghan and Kearney – Exactly                                   | Discover                      |
| 2006        | Alex M.O.R.P.H. & Woody van Eyden – Y 68 (ft. Jimmy H.)                  | Fenology                      |
| 2006        | Mr. Groove and Vergas – Just The Way I Like It                           | Yoshitoshi                    |

#### Jako NU NRG
| Rok wydania | Tytuł                                     | Wydawnictwo    |
| ----------- | ----------------------------------------- | -------------- |
| 2006        | Secondsun – Playground                    | Vandit Records |
| 2004        | Sandra Flyn – Brightness                  | In-telligance  |
| 2004        | José Amnesia – The Eternal                | Vandit Records |
| 2004        | Mark Dawn – Random Walk                   | Logport        |
| 2004        | GeM Project – Sunday Afternoon            | Vandit Records |
| 2003        | FX Zone – Synthasia                       | Difuse         |
| 2003        | Basic Dawn – Pure Thrust                  | Alpha Music    |
| 2003        | New Energy – Take Your Air                | Stick Trance   |
| 2002        | Three Drives – Carrera 2                  | Vandit Records |
| 2002        | Sunblind – Believe                        | Extrawild      |
| 2002        | Angelic Touchdown – Marinero              | Extrawild      |
| 2001        | Kamara – Ave Mea Italia (ft. P. Charming) | External       |

#### Jako PureNRG
| Rok wydania | Tytuł                                       | Wydawnictwo     |
| ----------- | ------------------------------------------- | --------------- |
| 2017        | Armin van Buuren & Josh Cumbee – Sunny Days | Armada Music    |
| 2017        | Marmion – Schoneberg                        | Perfecto Fluoro |